# Masegoso (Soria)
Masegoso – opuszczona wieś w Hiszpanii, w prowincji Soria, w Kastylii i León.